# Pásovec jižní
Pásovec jižní (Dasypus hybridus) je druh pásovce, který obývá jihovýchodní oblasti Jižní Ameriky.

## Systematika
Za formální autoritu druhu se považuje francouzský zoolog Anselme Gaëtan Desmarest, který druh popsal v roce 1804. Jedná se o monotypický taxon.
Druhové jméno hybridus patrně odkazuje ke skutečnosti, že tento pásovec má na hřbetu 7 pohyblivých pásů a vzhledově připomíná křížence úzce příbuzného pásovce devítipásého (Dasypus novemcinctus) s 9 pásy a pásovce sedmipásého (Dasypus septemcinctus), jenž má 7 pásů. Podle morfologické studie z roku 2018 je pásovec jižní poddruhem pásovce sedmipásého (Dasypus septemcinctus) a měl by se tedy nazývat Dasypus septemcinctus hybridus. To bylo potvrzeno i genetickou studií z roku 2019.

## Výskyt
Vyskytuje se na jihovýchodě Jižní Ameriky, konkrétně v Uruguayi, severovýchodní Argentině, jižní Brazílii a jižním Paraguayi. Obývá oblasti od hladiny moře do 2300 m n. m. Stanoviště druhu tvoří travnaté plochy, pampy, v menší míře i lesní celky.

## Popis

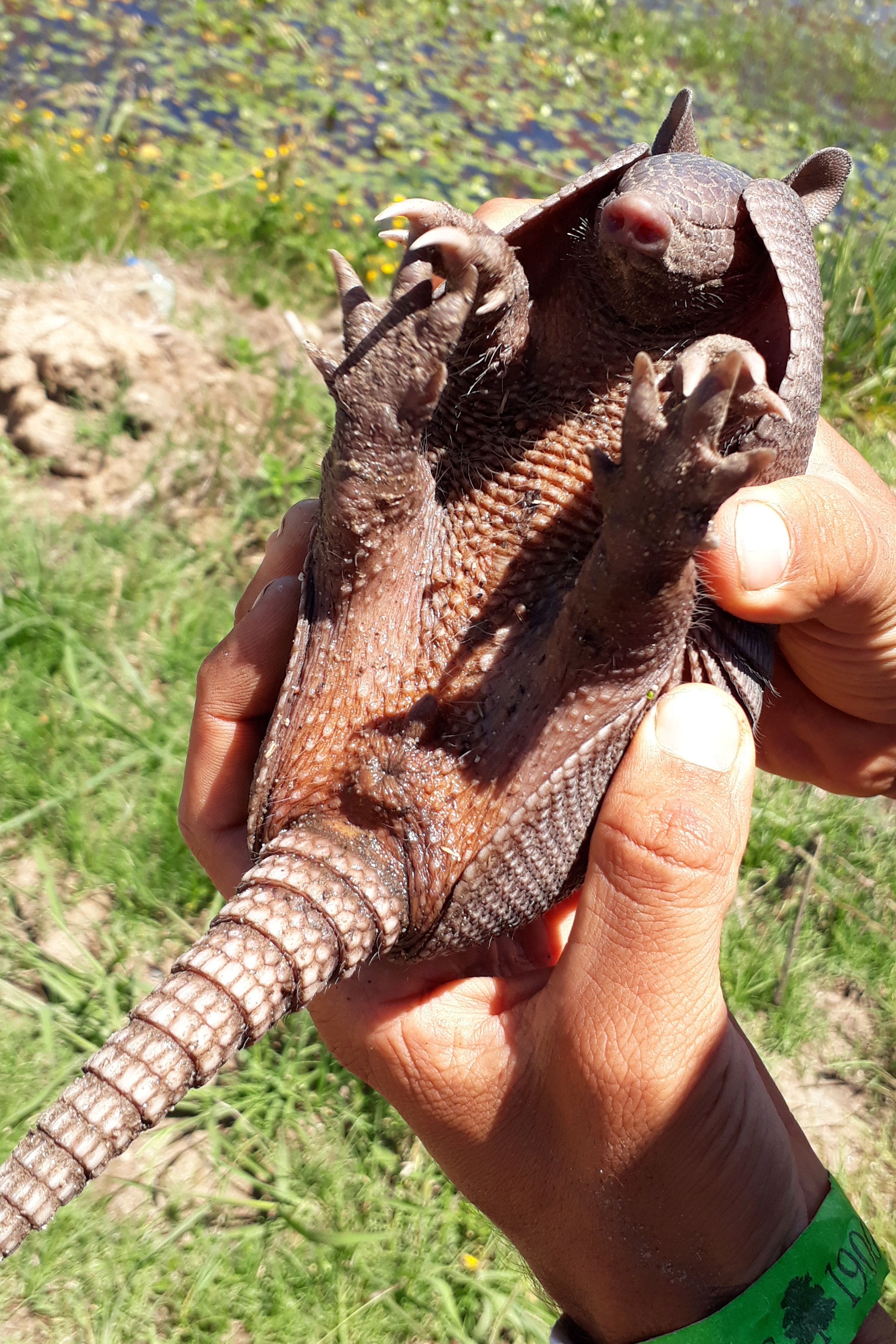
Pásovec jižní

Jedná se o menší druh pásovce dosahujícího délky těla asi 290–310 mm, dlouhý ocas sahá k 150–185 mm, což představuje asi 70 % tělesné délky. Hmotnost se pohybuje kolem 2 kg. Svrchní stranu těla pokrývá šedý kostěný krunýř s rohovinovými plátky. Hřbetní část je tvořena nejčastěji 7, občas 8 pohyblivými pásy s plátky 20 mm dlouhými a 5 mm širokými. Ocas i hlavu také pokrývají rohovinové plátky. Uši jsou vzhledem k ostatním druhům rodu Dasypus jen malé. 

## Biologie a chování
Pásovec jižní tráví velkou část života v norách, které si sám hloubí. Nory bývají využívány k úkrytu, odpočinku a k termoregulaci. Podle terénního výzkumu z Uruguaye byla hustota nor kolem 25 nor na hektar. Vchod do nor byl orientován ve směru převládajících větrů a nory byly nejčastěji umístěny v březích vysušených říčních koryt, poblíž balvanů a v otevřené krajině. Průměrná hloubka nor byla 118,8 cm (± 105,69 cm).
Samice vrhá v noře, jejíž vchod v případě opuštění nory a přítomnosti potomka zakrývá rostlinným materiálem. Živí se hmyzožravě. Požírá hlavně mravence a termity, avšak v případě vhodné příležitosti sežere i jiné druhy hmyzu (např. brouky), členovce a občas i menší obratlovce (myši, obojživelníci). K predátorům patří masožraví savci (maikong, puma americká, jaguár americký, ocelot velký) a velké druhy dravých ptáků.

## Ohrožení
Mezinárodní svaz ochrany přírody (IUCN) ve své zprávě o vyhodnocení populace pásovce jižního z roku 2014 považoval druh za téměř ohrožený. Důvodem je hlavně ztráta habitatu a lov, které měly za následek úbytek populace v posledních generacích. Pásovec jižní je jen slabě přizpůsobivý člověkem modifikovaným habitatům a i když je stále relativně běžný v neporušené krajině, v oblastech, kde divoká příroda ustoupila zemědělství, zcela chybí. Vedle zmíněných ohrožení je občas obětí predace psy nebo srážek s dopravními prostředky.